# Битик
Битик (каз. Бітік) — село в Акжаикском районе Западно-Казахстанской области Казахстана. Входит в состав Жамбылского сельского округа. Код КАТО — 273255400.

## Население
В 1999 году население села составляло 342 человека (175 мужчин и 167 женщин). По данным переписи 2009 года, в селе проживало 269 человек (141 мужчина и 128 женщин).

## Известные уроженцы
- Абдолов, Михаил (1918—2006) — Герой Советского Союза